# Vertrag von Thorn
Bündnisverträge

Preobraschenskoje (1699) • Dresden (1699) • Narva (1704) • Dresden (1709) • Thorn (1709) • Kopenhagen (1709) • Hannover (1710) • Lutsk (1711) • Adrianopel (1713) • Schwedt (1713) • Stettin (1715) • Berlin (1715) • Greifswald (1715)
Friedensverträge

Traventhal (1700) • Warschau (1705) • Altranstädt (1706) • Pruth (1711) • Frederiksborg (1720) • Stockholm (1719) • Stockholm (1720) • Nystad (1721)  • Stockholm (1729)
Kapitulationen

Estland und Livland (1710)
Der Vertrag von Thorn im Jahre 1709 war ein sächsisch-russisches Allianzvertrag und wurde am 9. Oktoberjul. / 20. Oktober 1709greg. in der Stadt Thorn (heutiges Toruń in Polen) zwischen dem Kurfürsten August dem Starken und dem russischen Zaren Peter I. geschlossen.

## Vorgeschichte
Nachdem im Vertrag von Dresden eine Erneuerung des Bündnisses zwischen Dänemark-Norwegen und Sachsen stattgefunden hatte, erneuerten auch Russland und Sachsen ihren Bündnisverträge von 1701 und 1703 auf neue.
Der russische Zar Peter I. fühlte sich im Sommer 1709 noch immer von August dem Starken im Stich gelassen. Dieser hatte im Altranstädter Frieden (1706) den Bündnispartner Russland im Kampf gegen Schweden im Stich gelassen. Nach der gewonnenen Schlacht bei Poltawa, in der das schwedische Heer vernichtend geschlagen wurde und der schwedische König ins Exil fliehen musste, begann der sächsische Kurfürst von neuem Verhandlungen mit dem Zaren.
Dieser macht aber von Anfang an klar, dass er die Bedingungen eines Bündnisses diktiert. August II., der zu dieser Zeit in Polen immer mehr Einfluss verliert, muss sich dem russischen Monarchen beugen. Dennoch braucht auch Russland den Partner im Westen um seinen Einfluss auf Mitteleuropa zu verstärken. Auch ist der Kampf gegen Schweden noch lange nicht gewonnen und Peter I. braucht jeden Partner.
Peter I. versuchte mit Hilfe von Einheiratungen in deutsche Herrschaftshäuser seine eigene Dynastie zu festigen. August der Starke hat aber keine Tochter die dafür in Frage kommen würde. Seine Frau Christiane Eberhardine zog eine Prinzessin von Wolfenbüttel (Charlotte Christine von Braunschweig-Wolfenbüttel) auf deren Schwester hatte den Bruder des Kaisers geheiratet. Peter I. wollte seinen erstgeborenen Sohn und Thronerben Alexei mit dieser Prinzessin verheiraten und der sächsische Kurfürst versprach ihn dabei zu unterstützen.

## Der Vertrag
In dem Vertrag, dessen Verhandlungen zwölf Tage andauerten, beschlossen die beiden Monarchen alles bisher Geschehene zu vergessen und das Bündnis zu erneuern.
Der Zar versprach dem sächsischen Regenten 4.000–5.000 Mann Infanterie und 10.000–12.000 Kavalleristen um die Aufständischen in Polen zu bekämpfen. Im Gegenzug versprach August II. ebenfalls ein eigenes Heer von etwa 10.000–11.000 Mann dauerhaft in Polen zu unterhalten.
Außerdem wird August II. wieder auf den Königsthron von Polen gehoben. Der schwedentreue Gegenkönig Stanislaus I. Leszczyński und seine Anhänger fliehen ins schwedische Exil. Peter I. zwingt fast den gesamten polnischen Adel den sächsischen Kurfürsten wieder als König zu wählen. Durch die Unterstützung der römisch-katholischen Kirche und Papst Clemens XI. droht allen zuwiderhandelnden Adligen die Exkommunikation aus allen Religionen.
In dem Vertrag bestätigt August II. dass er die Königswürde dem russischen Zaren zu verdanken hatte. Nur durch dessen überragenden Sieg bei Poltawa und seiner Unterstützung war es dem sächsischen Kurfürsten möglich die polnische Krone wiederzuerlangen.
Außerdem sicherte der sächsische Kurfürst dem Zaren alle Ländereien und Städte zu, welche er bis jetzt erobert hat und im weiteren Verlauf des Krieges erobern wird.
In einem geheimen Artikel sicherte der Zar zu, dass er die Provinzen Livland und Estland erneut angreifen würde. Nach der Eroberung von Livland sollte dies in den erblichen Besitz des Hauses Wettin übergehen.

## Die Folgen
Am 31. März 1710 zog August II. wieder als König in Warschau ein.